# Constantin Coandă
Pour les articles homonymes, voir Coandă.
 (novembre 2019).
Si vous disposez d'ouvrages ou d'articles de référence ou si vous connaissez des sites web de qualité traitant du thème abordé ici, merci de compléter l'article en donnant les références utiles à sa vérifiabilité et en les liant à la section « Notes et références ».
Constantin Coandă, né le 4 mars 1857 à Craiova (principauté de Valachie), mort le 30 septembre 1932 à Bucarest, est un militaire, professeur et homme d'État roumain.

## Biographie
Constantin Coandă commença une carrière militaire comme jeune officier durant la guerre russo-turque de 1877-1878. Il se spécialisa dans l'artillerie et, en 1880, suivit une formation militaire à l'école d'artillerie de Fontainebleau.
De 1887 à 1891, il fut attaché militaire à Vienne, Paris et Bruxelles. Il représenta la Roumanie à la Convention de La Haye en 1899.
Il parvint au grade de général dans l'armée roumaine. Il devint plus tard professeur de mathématiques à l'École nationale des ponts et chaussées de Bucarest.
Pendant la Première Guerre mondiale, lors de l'invasion de son pays par les Allemands, le roi de Roumanie, Ferdinand Ier, lui confia la tâche de commander la résistance de l'armée à l'ennemi. Il succéda ensuite comme président du Conseil des ministres à Alexandru Marghiloman, pendant une courte période (24 octobre 1918 - 29 novembre 1918). Il fut également ministre des Affaires étrangères. Il prit part à la signature du Traité de Neuilly entre les Alliés de la Première Guerre mondiale et la Bulgarie.
Il fut président du Sénat de 1920 à 1922 et de 1926 à 1927. En 1926, il fut nommé ministre de l'Industrie et du Commerce dans le gouvernement d'Alexandru Averescu.
Durant son mandat comme président du Sénat roumain (représentant Alexandru Averescu et le Parti populaire), Constantin Coandă fut grièvement blessé le 8 décembre 1920 par une bombe.
Constantin Coandă eut sept enfants, dont Henri Coandă, le découvreur de l'effet Coandă.